# Alfonso Carrillo de Acuña
Alfonso (o Alonso) Carrillo de Acuña (Carrascosa del Campo, 1410 - Alcalá de Henares, 1 de juliol de 1482) fou un important prelat de la Castella del segle xv.

## Orígens

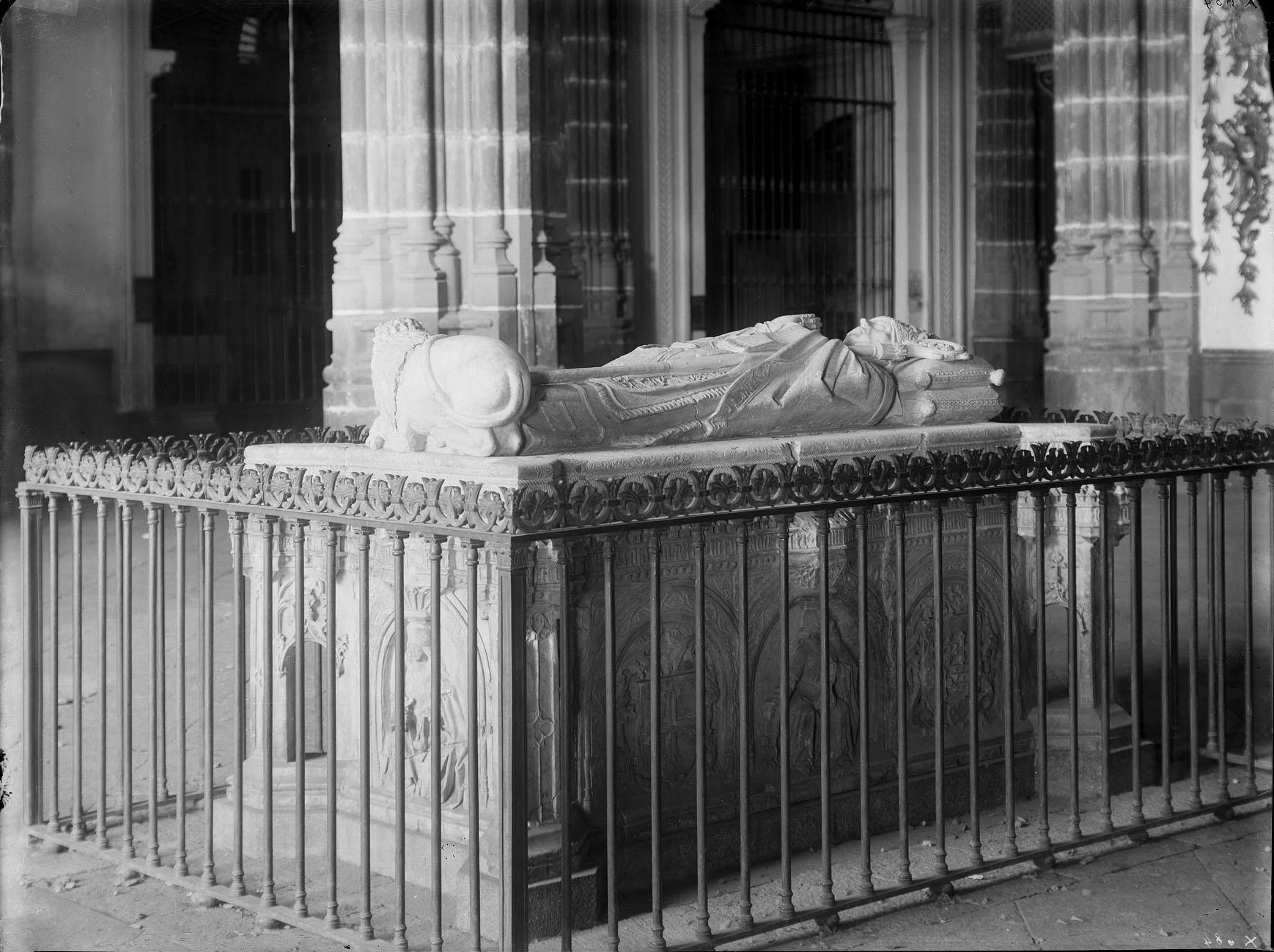
Sepulcre de l'arquebisbe Carrillo (Jean Laurent ca. 1870) a Alcalá de Henares.

Alonso o Alfonso va néixer a Carrascosa del Campo l'any 1410. Va ser fill de Lope Vázquez de Acuña, màxim responsable del Consell de la Mesta i descendent d'una família de nobles portuguesos, i de Teresa Carrillo d'Albornoz, de Carrascosa.
La seva família materna, d'ascendència eclesiàstica, procedia de la localitat de Carrascosa del Campo, i la del seu pare, ric home de Castella, portuguesa. La seva educació es va desenvolupar, sota la influència del seu oncle el cardenal Alfonso Carrillo. Quan va morir aquest, el 1434, va rebre el càrrec de protonotari apostòlic del papa Eugeni IV, accedint al Consell Real de Joan II. Va ser nomenat bisbe de Sigüenza el 1436 i arquebisbe de Toledo entre 1446, i el seu òbit, succeït el 1482.

## Vida política
La seva influència a la vida política del regne de Castella, durant els regnats de Joan II, Enric IV i amb els Reis Catòlics va ser enorme; la seva opinió va ser molt variable, acomodant-se a les circumstàncies.
Després de l'execució del favorit Álvaro de Luna y Jarana el 1453, Carrillo va donar suport al seu nebot Juan Pacheco, marquès de Villena, el favorit del nou rei Enric IV i va exercir missions diplomàtiques, per a ell, davant de França, arribant a tenir un gran poder, superant a molts nobles.
La seva cobdícia i ambició el van conduir a enfrontar-se al rei, des del moment que aquest va preferir canviar de favorit, allunyant Pacheco i unint-se a Beltrán de la Cueva i els seus aliats Mendoza, enemics de Carrillo.
Des de 1462, Carrillo va ser el principal instigador d'un bàndol de nobles castellans que volien destronar el rei i substituir-lo pel l'infant Alfons, i va participar molt activament a la Farsa d'Ávila. Va començar així una llarga i cruenta guerra civil a Castella. Quan a l'estiu de 1468 va morir l'infant, la seva germana Isabel el va succeir com a pretendent al tron i va tenir com principal conseller l'arquebisbe Carrillo, qui, junt amb el seu consogre Pierres de Peralta, va exercir un paper importantíssim a l'ajustament del seu matrimoni amb Ferran el Catòlic, l'octubre de 1469.
Però quan els Reis Catòlics van prendre el poder, en morir Enric IV el desembre de 1474, ràpidament van xocar els seus interessos. Carrillo no acceptava el tractament autoritari dels monarques i, d'altra banda, es va produir l'ascens a canceller del regne del cardenal Mendoza, vell enemic de Carrillo.
Aquesta situació el va portar a un enfrontament amb la Casa de Mendoza que perdria a la subsegüent Segona Guerra de Successió castellana (1475-1479). Donant un gir absolut a la seva política, Carrillo es va integrar al bàndol liderat pel rei de Portugal que donava suport als drets al tron castellà de la seva neboda la princesa Joana contra Isabel la Catòlica.
La guerra va ser llarga i cruel, però a començaments de 1479 una ofensiva dels Reis Catòlics va derrotar definitivament els portuguesos i va obligar Carrillo a sotmetre's i acceptar guarnicions reials a totes les fortaleses que controlava per poder continuar com a arquebisbe de Toledo.
Va morir semipres al seu palau arquebisbal d'Alcalá de Henares.